# Bulbophyllum occultum
Bulbophyllum occultum là một loài phong lan thuộc chi Bulbophyllum.